# Karl Lugmayer (Volksbildner)
Karl Lugmayer (* 25. Februar 1892 in Ebensee, Oberösterreich; † 16. April 1972 in Wien) war ein österreichischer Volksbildner, Philosoph und Politiker.

## Leben
Während seines Studiums wurde Lugmayer Mitglied der Katholischen Österreichischen Studentenverbindung (K.Ö.St.V.) Aargau Wien. Nach den Studien der klassischen und romanischen Philologie und der Philosophie war Karl Lugmayer zunächst als Lehrer an Wiener Mittelschulen tätig. Parallel arbeitete er in der Zentralkommission christlicher Gewerkschaften und als Hilfsstenograph im Parlament. Später studierte er noch Staatswissenschaften an der Universität Wien sowie Naturwissenschaften an der Hochschule für Bodenkultur.
Ab 1923 war er Volksbildungsreferent für Niederösterreich und ab 1934 in Wien, von 1934 bis 1938 war er Mitglied des Bundeskulturrates. In diese Zeit fiel auch die Gründung der jüdischen Volkshochschule. Lugmayer war Obmann des Vereins Arbeiterbüchereien, welcher der Zerschlagung der Wiener Arbeiterbibliotheken und ihrer „Übernahme“  durch den autoritären Ständestaat diente. Mit den Worten vom „Standrecht der Bücherauswahl“ wies er scheinbar einer literarischen Säuberungspolitik den Weg. Lugmayer entschied sich jedoch, keine Bücher aus den sozialdemokratischen Beständen auszuscheiden, was ihm mitunter vehement vorgeworfen wurde. Mit seinem Freund Viktor Matejka beschloss er einen „Pakt“, um die demokratischen Formen und Inhalte der Volkshochschule zu erhalten bzw. wiederherzustellen. Zur Maiverfassung 1934 äußerte sich Lugmayer kritisch und als Volksbildungsreferent für Wien und als Bundeskulturrat erlebte er zahlreiche Anlässe für Konflikte mit dem autoritären Ständestaat-Regime.
Nach dem „Anschluss“ im Jahr 1938 wurde er zwangspensioniert. Er schloss sich der Widerstandsgruppe um Lois Weinberger an, der auch Karl Kummer, Grete Rehor und Felix Hurdes angehörten und die mit der Gruppe von Heinrich Maier und Franz Josef Messner in Verbindung stand. Lugmayer, der selbst von der Gestapo beobachtet wurde, intervenierte beim nationalsozialistischen Gaukommissar, um die Freilassung Viktor Matejkas aus dem KZ Dachau zu erwirken, hatte aber damit keinen Erfolg. Während dieser Zeit der Isolation entwickelte Lugmayer seine eigenständige Philosophie, die am ehesten dem Personalismus nahesteht und die teilweise von Augustinus und Thomas von Aquin beeinflusst wurde. Das Personalitätsprinzip des Menschen war für ihn Grundlage der Ethik wie der Menschenrechte.
Lugmayer war schon in den 1920er Jahren ein demokratischer Vordenker der christlichsozialen Bewegung und der christlichen Arbeiterbewegung. Er bekam wichtige sozialphilosophische und -ethische Impulse durch die Texte von Karl von Vogelsang und Papst Leo XIII. Im Jahre 1945 zählte er zu den Mitbegründern der ÖVP und wurde im selben Jahr Unterstaatssekretär im Staatsamt für Volksaufklärung, Unterricht und Erziehung. Von 1945 bis 1959 war er Mitglied des Bundesrats, dessen stellvertretenden Vorsitz er ab 1951 innehatte. Er war zur gleichen Zeit wieder in der Volksbildung tätig, nämlich im Zentralvorstand des Verbands Wiener Volksbildung und für die Künstlerische Volkshochschule. Er war Honorarprofessor für Philosophie an der Hochschule für Bodenkultur sowie Schriftleiter der Zeitschriften Neue Ordnung sowie Jugendwacht.
Lugmayer war darüber hinaus als Mitglied der österreichischen Delegation zur Beratenden Versammlung des Europarates an dessen Entstehung beteiligt und Vizepräsident bzw. Präsident der Österreichischen Liga für Menschenrechte. Im Sinne der Völkerverständigung engagierte sich Lugmayer auch in der Österreichisch-Sowjetischen Gesellschaft, dessen Vizepräsident er von 1947 bis zu seinem Tod war. Er wurde am Ottakringer Friedhof bestattet.

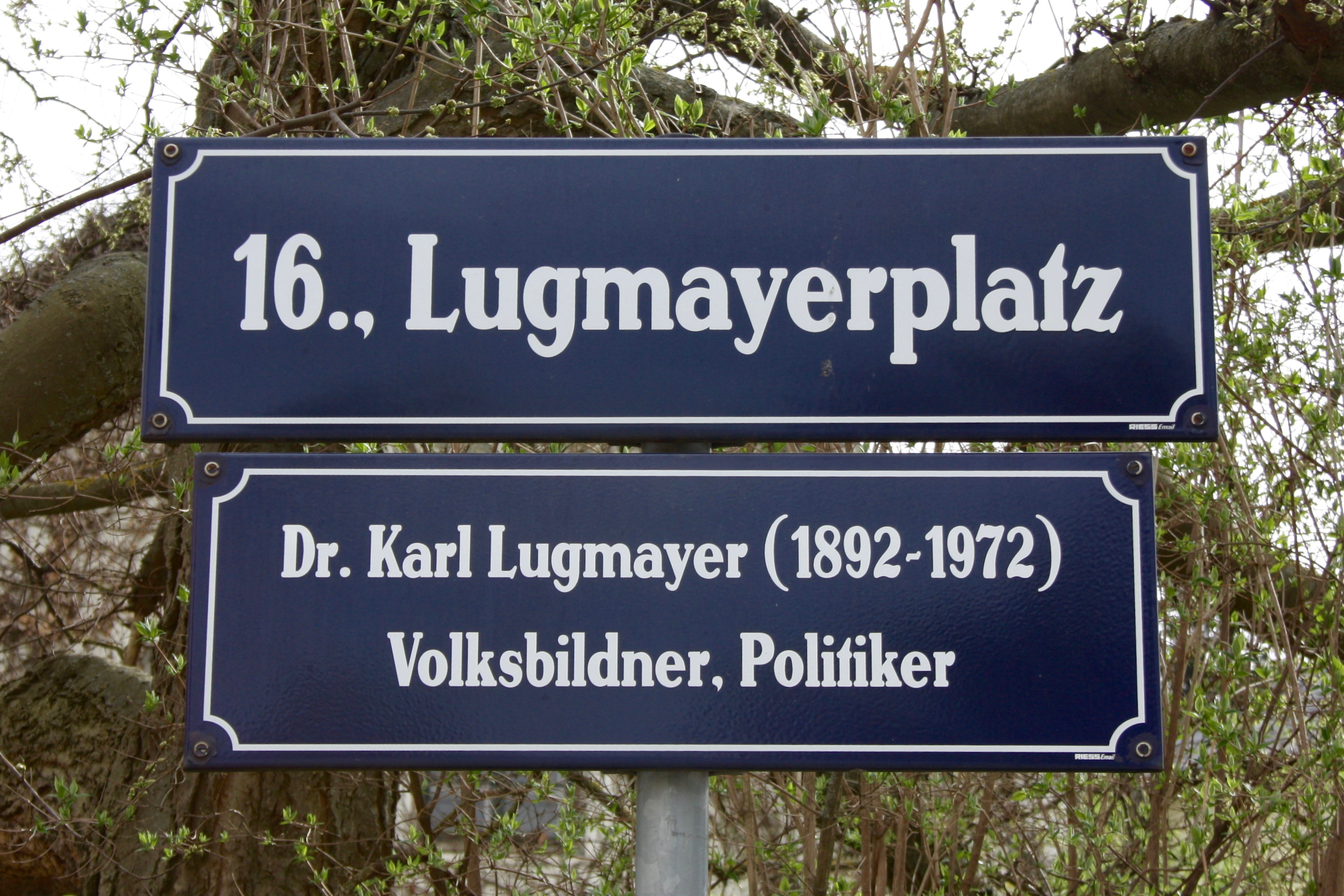
Straßenschild Lugmayerplatz in Wien-Ottakring

Im Jahr 1997 wurde in Wien-Ottakring (16. Bezirk) der Lugmayerplatz nach ihm benannt (⊙).

## Wirkung
Das Dr. Karl-Kummer-Institut initiierte ein vom Jubiläumsfonds der Österreichischen Nationalbank gefördertes interdisziplinäres Forschungsprojekt über das Werk Karl Lugmayers, dessen Ergebnis 2004 vorgelegt wurde. Unter der Koordination von Erwin Bader wirkten folgende Personen wissenschaftlich mit: Evelyn Adunka, Gertrude Brinek, Norbert Hartl, Franz Lugmayer, Friedrich Mühlöcker, Herbert Pribyl, Walter Raming, Hans-Peter Schachner, Peter Schipka und Johannes Michael Schnarrer.

## Werke (Auswahl)
- Das Linzer Programm der christlichen Arbeiter Österreichs. Erörtert von Dr. Karl Lugmayer, mit Geleitwort von Leopold Kunschak. Verlag der Typographischen Anstalt, Wien 1924.
- Demokratie – Skandal – Lethargie. In: Neue Ordnung. Vierteljahrsschrift für Gesellschaftsfragen, Hrsg. und Hauptschriftleiter: Unterstaatssekretär a. D. Bundesrat Honorarprofessor Dr. Karl Lugmayer. Amandus-Edition, Wien 1947, H. 5–7, S. 193–195.
- Der Gewinnwirtschaft Werden. Volkstümliche Volkswirtschaft. Verlag der Typographischen Anstalt, Wien 1922.
- Lehren und Weisungen der österreichischen Bischöfe über soziale Fragen der Gegenwart. Erörterungen von Dr. Karl Lugmayer. Verlag der Typographischen Anstalt, Wien 1926.
- Leos Lösung der Arbeiterfrage. Arbeiterrundschreiben, übersetzt und neu erörtert von Dr. Karl Lugmayer. Verlag der Typographischen Anstalt, Wien 1923.
- Die gesellschaftlichen Rundschreiben Leos XIII. und seiner unmittelbaren Vorgänger. Einleitung, Übersetzung. Verlag der Typographischen Anstalt, Wien 1930.
- Philosophie der Person. Mit einer Einleitung von Erwin Bader und Paul R. Tarmann, unveränderte Neuauflage, hrsg. von Erwin Bader und Franz Lugmayer. Peter Lang, Frankfurt am Main 2009, ISBN 978-3-631-58390-6.
- Rede und Schrift. der Rede- und Stilkunst. 4., bearb. Auflage. Verlag der Typographischen Anstalt, Wien 1953.
- Rede- und Stilkunst. Verlag der Typographischen Anstalt, Wien 1921.
- Sein und Erscheinung. Amandus-Edition, Wien 1945.
- Sein und Erscheinung (2. Teil). Seinslehre in Glaube und Wissenschaft. Amandus-Edition, Wien 1947.
- Urkunden zum Arbeiterrundschreiben Leos XIII. Ergänzungsheft zu „Leos Lösung der Arbeiterfrage“. Verlag der Typographischen Anstalt, Wien 1927.
- Wie denken die Katholiken über die Gesellschaft. In: Weckrufe. Schriften zur Stunde. Nr. 4. Volksbundverlag, Wien 1923.
- Programm, Kritik, Aktion, Schriftenreihe des ÖAAB. H. 2. Typographische Anstalt, Wien 1952 (In diesem Text wird kein Autor explizit genannt. Lugmayer trug zur Verfassung wesentlich bei, wahrscheinlich war er der einzige Autor).
- Wiener Programm der österreichischen Arbeiterschaft, beschlossen am 1. Bundestag des ÖAAB am 9. Februar 1946. 2. Auflage. Albrecht Dürer, Wien 1946 (In diesem Text wird kein Autor explizit genannt. Im Vorwort hebt Bundesminister Lois Weinberger allerdings die theoretischen Verdienste Lugmayers für das Zustandekommen besonders hervor).

## Ehrungen und Auszeichnungen
- 1966: Raimund-Zoder-Medaille